# أحمد بن عيسى (ممثل جزائري)
أحمد بن عيسى (2 مارس 1944 - 20 مايو 2022) ممثل ومخرج مسرحي جزائري.  أخرج عدة أعمال مسرحية، وشارك في أعمال تلفزيونية وسينمائية كثيرة. 

## الحياة الشخصية
ولد في منطقة ندرومة بولاية تلمسان في 2 مارس 1944، لعائلة مكونة من خمس فتيات وأربعة أولاد، ونشأ في مدينة سيدي بلعباس. كان والده ناشطا اعتقل وسجن في الجزائر. لكن أطلق سراحه بعد استقلال الجزائر. انتقل لاحقًا إلى باريس بفرنسا. عاش قرابة 18 عامًا في فرنسا. خلال هذه الفترة، تلقى التدريب في مدرسة المسرح الوطنية. توفي في 20 ماي 2022 بمدينة أورليان الفرنسية بعد صراعه مع المرض.

## مسيرته
زاول تعليمه الثانوي بمعهد التعليم الثانوي، وغادر إلى العاصمة في سن مبكرة (17) للالتحاق بالمسرح، وشارك في تربص تكويني نظمه المسرح الوطني عام 1964 بسيدي فرج، حيث كان ضمن المشاركين الـ 40، قبل أن يدخل إلى المعهد الوطني للفنون الدرامية برج الكيفان عام 1965، ثمّ اشتغل كمدرّس إلى جانب الأستاذ “آلان فيتي”، بالتزامن، دعاه كاتب ياسين إلى المسرح الوطني لأداء أحد الأدوار في مسرحيتي “الخالدون” و”ما ينفع غير الصح” لمصطفى كاتب.
كانت لأحمد بن عيسى تجارب مع حبيب رضا وعبد القادر سفيري، لينتقل في 1968 إلى الجامعة الدولية للمسرح بباريس ونال فيها جائزة أحسن تمثيل في الجامعة عن دوره في عرض “المطرقة” لـ “رامون لاميدا”.

## التمثيل المسرحي

### بفرنسا
- “فاجعة الملك كريستوف” لــ “جان مارك سيرو”
- “الأسلاف يزدادون ضراوة” لــ “كاتب ياسين”
- “أنظر إلى الحيطان وهي تسقط” لـ “جان لوي بريناتي”

كما عمل كمساعد مخرج في عدة مسرحيات أخرى.
لدى عودة بن عيسى إلى الجزائر سنة 1971، أمضى على أول عقد مع المسرح الوطني الجزائري مع رفيق دربه سيد أحمد أقومي، وأسهم تعامله مع كل من عبد القادر علولة، عز الدين مجوبي، الحاج عمر، محمد بودية، مصطفى كاتب، ولد عبد الرحمان كاكي، وياسين كاتب، في تشكيل وعيه المسرحي كممثل وكمخرج.

### بالجزائر
- “غرفتان ومطبخ” لعبد القادر سفيري.
- “132 سنة” لولد عبد الرحمان كاكي.
- ”النقود الذهبية” لعبد القادر علولة.

## الإخراج المسرحي
على مدار 50 عاما، تكلّل المسار الفني لأحمد بن عيسى بأزيد من 120 فيلماً وعشرات المسرحيات، حيث أخرج عدة أعمال للمسرح الوطني الجزائري، مثل:
- “الزيتونة” عن نص محمد بودية
- ”الطير الأخضر” لــ “كارلو ڨودزي”
- ”عجاجبية وعجائب” (1986)،
- ”وصية دمنة” للأطفال (1994) وأعاد تقديمها في 2004
- “الثمن” (2000)
- ”المغارة المنفجرة” (2007)
- ”المفترسون” (2008)،
- “الرتيلة” مع مسرح عنابة الجهوي
- ”نجمة”، و”الحب المفقود” للمسرح الوطني الجزائري (2015).

## أدوار سينمائية
شارك أحمد بن عيسى في أعمال تلفزيونية وسينمائية كثيرة، مثل:
- “كحلة وبيضا”
- “الانتحار”،
- “أبواب الشمس”
- “دليس بالوما”
- “الأجنحة المنكسرة” (2007).
- “خارجون عن القانون”
- “الصوت الخفي”
- ”الجزائر للأبد” (2015).
- دم الذئاب 2019

وختم أحمد بن عيسى مسيرته الفنية بإخراج مسرحية “ريح الحرور” (الفون) Le Foehn، من إنتاج مسرح تيزي وزو الجهوي (نوفمبر 2017) عن تراجيديا كتبها الأديب الراحل مولود معمري سنة 1957، علما أنّ أحمد بن عيسى عايش إنتاج المسرحية ذاتها ”الريح” على خشبة المسرح الوطني الجزائري (1967).

## وظائف
تولى بن عيسى إدارة مسرح سيدي بلعباس الجهوي في فترة عصيبة كانت تمر بها الجزائر (1995)، واستحدث مهرجان المسرح الممتاز الذي استقطب عدداً كبيراً من الجمعيات المسرحية.

## روابط خارجية
- أحمد بن عيسى على موقع IMDb (الإنجليزية)
- أحمد بن عيسى على موقع قاعدة بيانات الأفلام العربية
- أحمد بن عيسى على موقع ألو سيني (الفرنسية)
- أحمد بن عيسى على موقع قاعدة بيانات الفيلم (الإنجليزية)